# HSFY2
HSFY2 (англ. Heat shock transcription factor, Y-linked 1) – білок, який кодується однойменним геном, розташованим у людей на довгому плечі Y-хромосоми. Довжина поліпептидного ланцюга білка становить 401 амінокислот, а молекулярна маса — 45 107.
| 10         |  | 20         |  | 30         |  | 40         |  | 50         |
| ---------- |  | ---------- |  | ---------- |  | ---------- |  | ---------- |
| MAHVSSETQD |  | VSPKDELTAS |  | EASTRSPLCE |  | HTFPGDSDLR |  | SMIEEHAFQV |
| LSQGSLLESP |  | SYTVCVSEPD |  | KDDDFLSLNF |  | PRKLWKIVES |  | DQFKSISWDE |
| NGTCIVINEE |  | LFKKEILETK |  | APYRIFQTDA |  | IKSFVRQLNL |  | YGFSKIQQNF |
| QRSAFLATFL |  | SEEKESSVLS |  | KLKFYYNPNF |  | KRGYPQLLVR |  | VKRRIGVKNA |
| SPISTLFNED |  | FNKKHFRAGA |  | NMENHNSALA |  | AEASEESLFS |  | ASKNLNMPLT |
| RESSVRQIIA |  | NSSVPIRSGF |  | PPPSPSTSVG |  | PSEQIATDQH |  | AILNQLTTIH |
| MHSHSTYMQA |  | RGHIVNFITT |  | TTSQYHIISP |  | LQNGYFGLTV |  | EPSAVPTRYP |
| LVSVNEAPYR |  | NMLPAGNPWL |  | QMPTIADRSA |  | APHSRLALQP |  | SPLDKYHPNY |
| N          |  |            |  |            |  |            |  |            |

A: Аланін

C: Цистеїн

D: Аспарагінова кислота

E: Глутамінова кислота

F: Фенілаланін

G: Гліцин

H: Гістидин

I: Ізолейцин

K: Лізин

L: Лейцин

M: Метіонін

N: Аспарагін

P: Пролін

Q: Глутамін

R: Аргінін

S: Серин

T: Треонін

V: Валін

W: Триптофан

Задіяний у таких біологічних процесах, як транскрипція, регуляція транскрипції, альтернативний сплайсинг. 
Білок має сайт для зв'язування з ДНК. 
Локалізований у цитоплазмі, ядрі.